# 漚汪文衡殿
漚汪文衡殿，位於臺灣臺南市將軍區漚汪的寺廟，主祀關聖帝君，尊稱老三關聖帝君，為漚汪地區聚落、經濟、信仰中心。

## 沿革

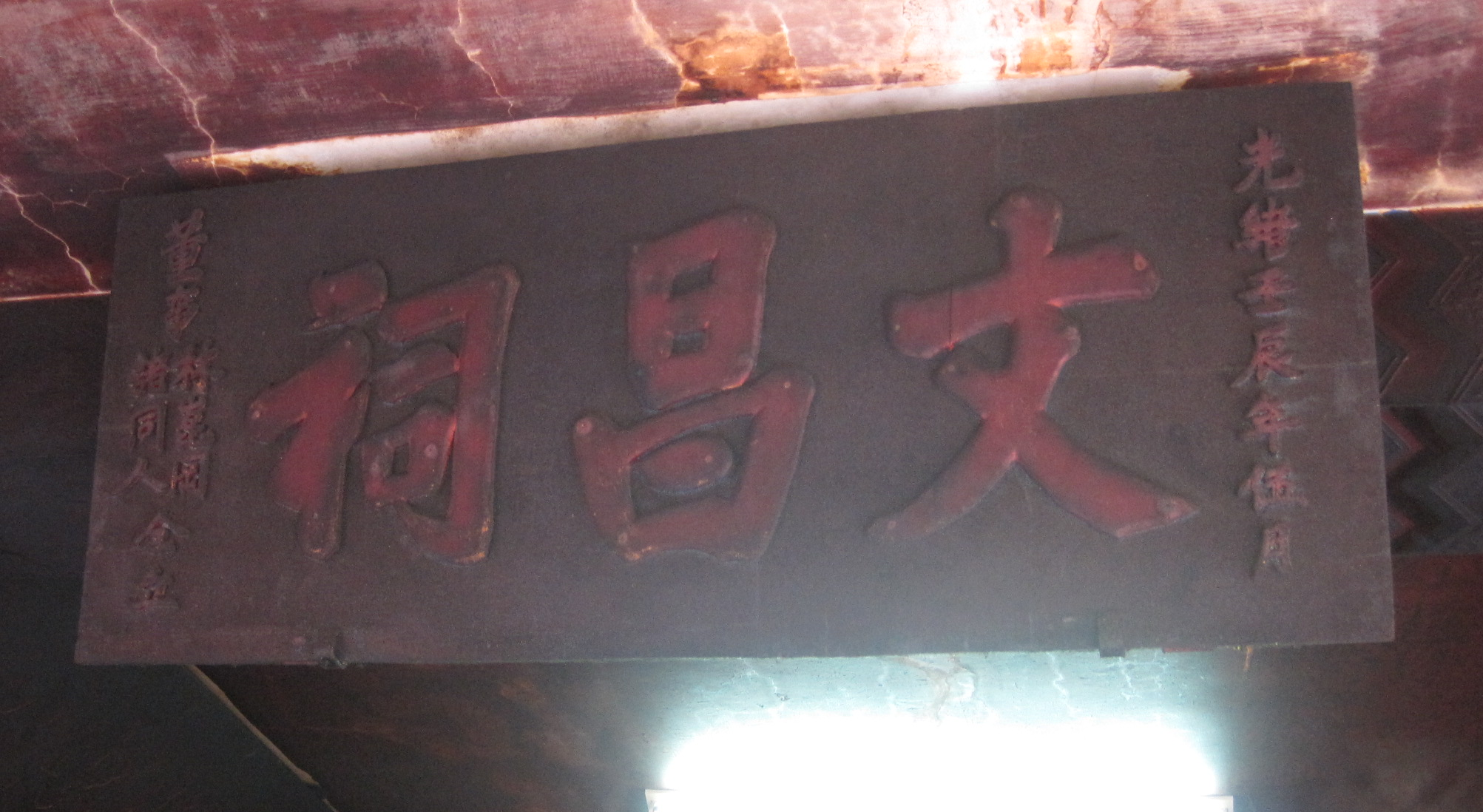
漚汪文衡殿「文昌祠」匾，上有董事林崑岡之名。

明鄭永曆十五年（1661年），信眾李成自中國福建泉州南安深潭里十八都恭請關聖帝君渡海來臺。起初供奉於今將軍區北甲（今嘉昌里北嘉）李宅。
因神威顯赫，附近居民倡議闢建公廟，以供各地信眾參拜，清朝康熙四十八年（1709年），奉神示擇定今現址風水寶地「獅弄球」，興建廟宇。
乾隆二十二年（1757年），信徒林嚴等人發起重建（瓦屋），增祀關平太子、周倉將軍、馬使爺及虎爺等神尊。
光緒十五年（1889年），秀才林崑岡主持文衡殿廟事，增建文昌祠。

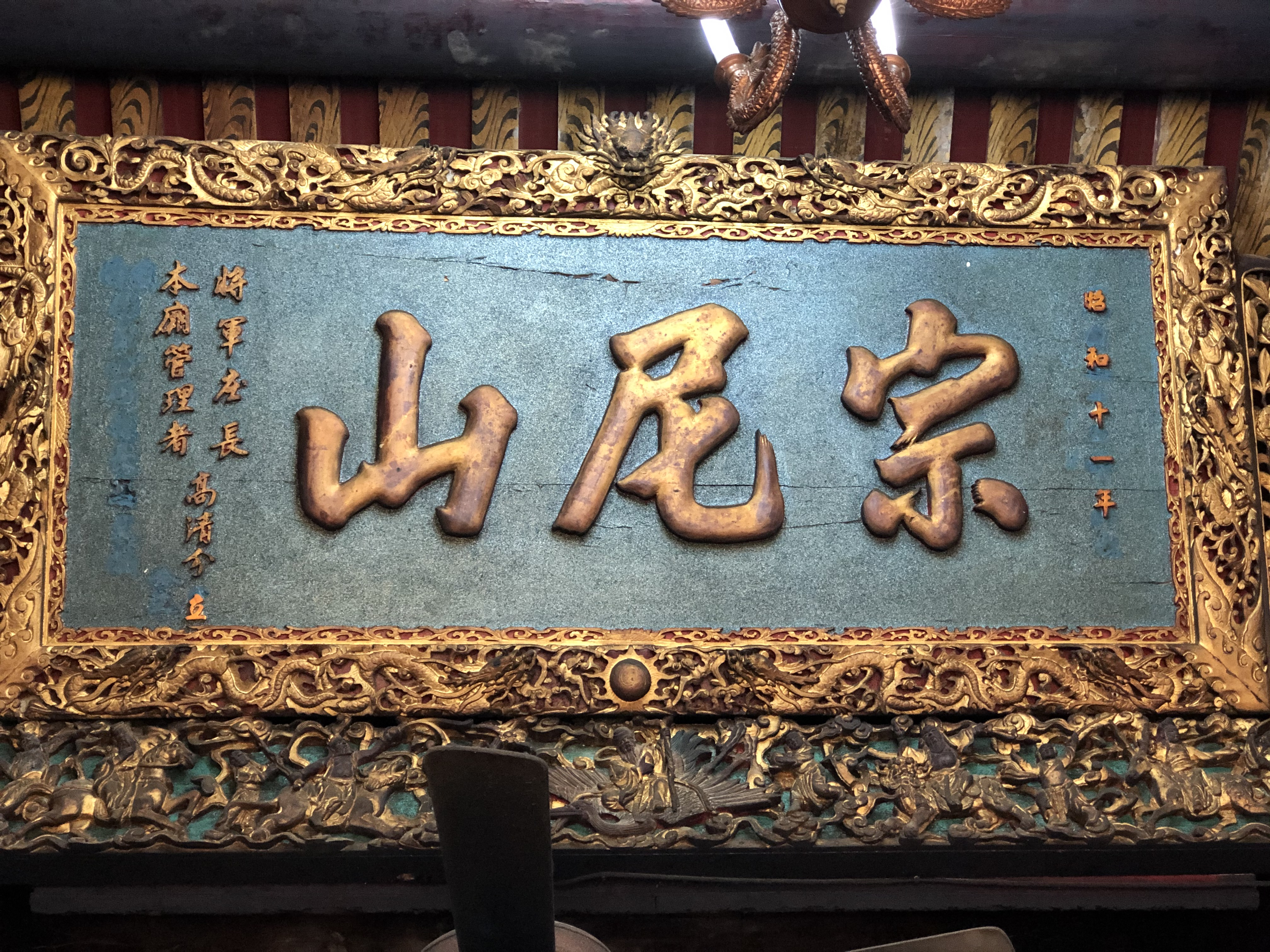
漚汪文衡殿「宗尼山」匾，昭和十一年（1936年）立。當時獻匾者還有「佳里街長高文瑞」。戰後在「去日本化」政策下剔除「昭和十一年」改為「民國二十五年孟秋」，高文瑞任第二任臺南縣長時再修匾為「台南縣第二屆縣長高文瑞」立款，1971年再修匾。直到2005年文化意識抬頭，將上款修回「昭和十一年」，下款僅保留「將軍庄長 本廟管理者高清分立」字樣

日本昭和十一年（1936年），文衡殿董事高清分（時任將軍庄長）與高文瑞（時任佳里街長）、高文旦等人「呈奉上峰許可」（日本政府同意），取得漚汪文衡殿募款許可證明，總計「募金1萬2000圓」，然後合「廟產3000圓」，於翌年（1937年）梅月（農曆四月）動工，至昭和十三年（1938年）花月（農曆二月）峻工落成。高清分等人並於廟內獻匾「宗尼山」，取「宗法孔夫子」之意。:384也是少見的三字匾。
民國五十六年（1967年），由於廟庭建築歷經風雨自然剝蝕。時任主任委員戴再生（曾任臺南縣議會副議長）發起募款重建，並增建鼓樓及改建東西廂廟堂。
民國七十年代，戴再生鑒於關聖帝君香火鼎盛，然而廟庭狹隘，經管理委員會決議，耗資新臺幣三百萬餘元，贖回廟庭周邊土地。並成立文衡殿重建委員會籌建文衡大樓，由戴榮吉出任主任委員。將廟基升高四尺三吋六分，前殿廟階增為九級，東西兩廂房及鐘鼓樓亦相對升高。於民國七十八年（1989年）孟夏四月四日卯時動工，耗資新臺幣五百萬元，民國七十九年孟冬陽月卅日舉行安座大典。

## 奉祀神祇
- 正殿
  - 主祀：
    - 文衡聖帝

  - 配祀：
    - 關平太子、周倉將軍
- 後殿
  - 主祀：
    - 觀音佛祖

  - 同祀：
    - 韋馱菩薩

  - 陪祀：

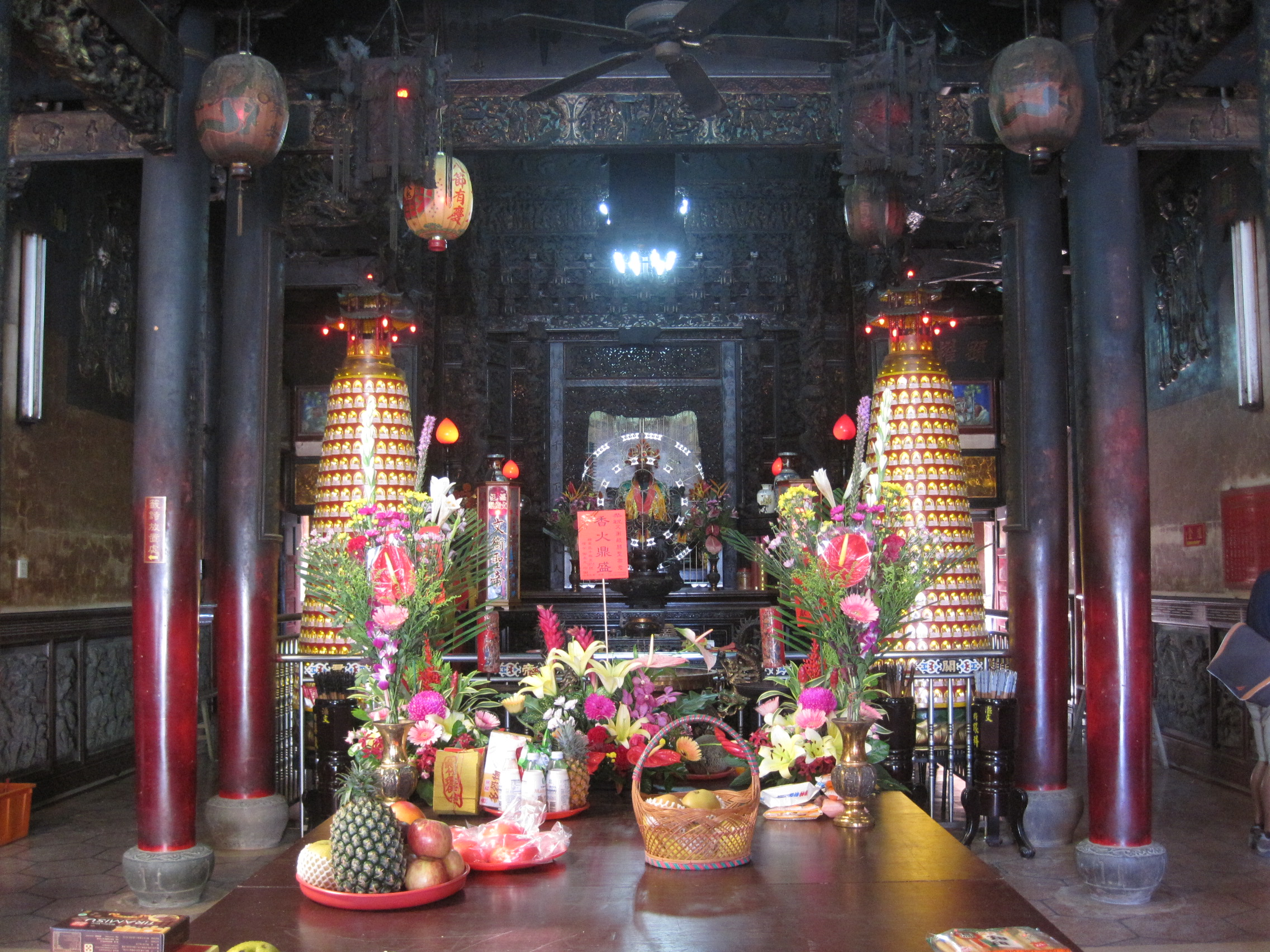
漚汪文衡殿內部

    - 福德正神、註生娘娘、天上聖母、十八羅漢
- 文昌祠：
  - 主祀：
    - 文昌帝君
- 馬使廳
  - 主祀：馬使爺
    - 同祀：赤兔馬

## 外部連結
- 漚汪文衡殿的Facebook專頁